# Seznam zápasů alžírské fotbalové reprezentace na MS
Alžírská fotbalová reprezentace byla celkem 4x na mistrovstvích světa ve fotbale a to v letech 1982, 1986, 2010, 2014.
- Aktualizace po MS 2014 - Počet utkání - 13 - Vítězství - 3x - Remízy - 3x - Prohry - 7x

| Číslo | Soupeř        | Výsledek   | MS      | Fáze turnaje       | Góly Alžírska                                                 |
| ----- | ------------- | ---------- | ------- | ------------------ | ------------------------------------------------------------- |
| 1.    | Německo       | 2 – 1      | MS 1982 | základní skupina 2 | Rabah Madžer, Lachdar Belloumi                                |
| 2.    | Rakousko      | 0 – 2      | MS 1982 | základní skupina 2 |                                                               |
| 3.    | Chile         | 3 – 2      | MS 1982 | základní skupina 2 | Salah Assad (2), Tedj Bensaoula                               |
| 4.    | Severní Irsko | 1 – 1      | MS 1986 | základní skupina D | Djamel Zidane                                                 |
| 5.    | Brazílie      | 0 – 1      | MS 1986 | základní skupina D |                                                               |
| 6.    | Španělsko     | 0 – 3      | MS 1986 | základní skupina D |                                                               |
| 7.    | Slovinsko     | 0 – 1      | MS 2010 | základní skupina C |                                                               |
| 8.    | Anglie        | 0 – 0      | MS 2010 | základní skupina C |                                                               |
| 9.    | USA           | 0 – 1      | MS 2010 | základní skupina C |                                                               |
| 10.   | Belgie        | 1 – 2      | MS 2014 | základní skupina H | Sufján Fighúlí (z penalty)                                    |
| 11.   | Jižní Korea   | 4 – 2      | MS 2014 | základní skupina H | Islám Slimaní, Rafík Hallíš, Abdal Múmin Džabú, Jasín Brahímí |
| 12.   | Rusko         | 1 – 1      | MS 2014 | základní skupina H | Islám Slimaní                                                 |
| 13.   | Německo       | 1 – 2 (PP) | MS 2014 | osmifinále         | Abdelmoumene Djabou                                           |